# Шиндялов, Николай Антонович
Никола́й Анто́нович Шиндя́лов (9 мая 1929 — 19 января 2012) — советский и российский историк, доктор исторических наук (1989), профессор (1990), член-корреспондент Российской Академии военных наук.

## Биография
С 1948 по 1952 год обучался в Благовещенском государственном педагогическом институте. Там же с 1952 по 1956 год работал ассистентом, с 1956 по 1963 год — старшим преподавателем, а впоследствии — заведующим кафедрой.
В 1963 году защитил в МГПИ им. В. И. Ленина кандидатскую диссертацию «Социалистическое строительство на Амуре в 1922—1926 гг.». В 1989 году защитил докторскую диссертацию «Октябрьская революция на Дальнем Востоке».
Опубликовал свыше 10 монографий и 250 научных статей.

## Награды
- Орден «Знак Почета»
- Орден Трудового Красного Знамени
- Медаль «Ветеран труда»
- Медаль «За доблестный труд»
- Медаль Совета Мира.
- Заслуженный работник высшей школы Российской Федерации (1999)
- Заслуженный деятель науки Российской Федерации (2009)

## О нём
- Головин С.А. Н.А. Шиндялов — учёный, педагог, краевед, общественный деятель. Доброта была его сущностью, история — призванием // Культурно-историческое наследие России и стран АТР: исследование и сохранение / Матер. междунар. науч.-практ. конф., посвящ. 100-летию высшего исторического образования на Дальнем Востоке России (ДВФУ, Российское историческое общество, ГАУГН, ДВЮИ МВД РФ; Владивосток, 16–17 октября 2018 г.). Хабаровск: РИО ДВЮИ МВД России, 2018. С. 210–217.